# 2012 год в истории железнодорожного транспорта
2012 год в истории железнодорожного транспорта

## События

### В России
- Начата реконструкция Малого кольца Московской железной дороги (см. тж. Московская кольцевая железная дорога).

### В мире
- 22 февраля — в Аргентине в Буэнос-Айресе пригородная электричка врезалась в тупик на перроне. В результате локомотив и первые три вагона налетели один на другой. В аварии погибли не менее 40 человек, более 550 пострадали[1].
- 3 марта — в Польше в районе населённого пункта Щекоцины в 200 километрах южнее Варшавы столкнулись пассажирские поезда Варшава — Краков и Пшемысль — Варшава. 16 человек погибли, более 50 пострадали[2].

## Новый подвижной состав
- 12 апреля — начало регулярной эксплуатации вагонов метрополитена типа 81-760/761/762.